# باربرا أولسون
باربرا أولسون (بالإنجليزية: Barbara Olson)‏ هي محامية وصحفية أمريكية، ولدت في 27 ديسمبر 1955 في هيوستن في الولايات المتحدة، وتوفيت في 11 سبتمبر 2001 حيث كانت مسافرة على متن رحلة الخطوط الجوية الأمريكية رقم 77 في طريقها إلى تسجيل برنامج بيل ماهر التلفزيوني, عندما تم نقله جوا إلى البنتاغون في هجمات 11 سبتمبر

## حياتها المبكرة
ولدت باربرا اولسون في هيوستن ، تكساس ، في 27 ديسمبر 1955. كانت أختها الكبرى ، توني براشر- لورانس ، عضوًا في مجلس مدينة هيوستن من 2004 إلى 2010. تخرجت من مدرسة والتريب الثانوية.

## حياتها الشخصية
تزوجت من النائب العام الامريكية ثيودور اولسون في عام 1996, لكي تكون الزيجة الثالثة له.
كانت أولسون منتقدًا متكررًا لإدارة بيل كلينتون وكتب كتابًا عن السيدة الأولى آنذاك هيلاري كلينتون ، الجحيم للدفع: القصة التي تتكشف لهيلاري رودهام كلينتون (1999). نُشر كتاب أولسون الثاني ، الأيام الأخيرة: الانتهاكات اليائسة الأخيرة للسلطة من قبل البيت الأبيض كلينتون بعد وفاته.

## وفاتها
كانت أولسون مسافرة على متن رحلة أمريكان إيرلاينز رقم 77 ، في طريقها لتسجيل فيلم بوليتيكالي إنكوريكت في لوس أنجلوس ، عندما تم نقلها إلى البنتاغون في هجمات 11 سبتمبر.
كانت خطتها الأصلية هي السفر إلى كاليفورنيا في 10 سبتمبر ، لكنها انتظرت حتى اليوم التالي حتى تستيقظ مع زوجها في عيد ميلاده ، 11 سبتمبر. في النصب التذكاري الوطني في 11 سبتمبر ، يوجد اسم أولسون على اللوحة S-70 من South Pool ، إلى جانب أسماء الركاب الآخرين في الرحلة 77.
بعد ثلاثة أشهر من الهجمات ، تم التعرف على رفات أولسون. تم دفنها في منتجع عائلتها في ويسكونسن.

## مؤلفاتها
- أولسون ، باربرا (نوفمبر 1999). الجحيم للدفع: قصة تتكشف لهيلاري رودهام كلينتون.
- أولسون ، باربرا (أكتوبر 2001). الأيام الأخيرة: الانتهاكات الأخيرة اليائسة للسلطة من قبل البيت الأبيض كلينتون.

## وصلات خارجية
- باربرا أولسون على موقع IMDb (الإنجليزية)
- باربرا أولسون على موقع إن إن دي بي (الإنجليزية)
- باربرا أولسون على موقع كينوبويسك (الروسية)